# Дистервег, Адольф
Фридрих Адольф Вильгельм Дистервег (нем. Friedrich Adolph Wilhelm Diesterweg) — немецкий педагог, либеральный политик. Дистервег настойчиво выступал за светскую школу и невмешательство церкви в образовательный процесс, выдвинул требование единой народной (национальной) школы.

## Биография
В 1812—20 годах преподавал физику и математику в средних школах в Вормсе, Франкфурте-на-Майне и Вуппертале, затем занимал должность директора учительской семинарии в Мёрсе (1820—32) и Берлине (1832—47).
Дистервег стремился к объединению немецкого учительства: в 1831—41 годах он создал в Берлине четыре учительских общества, а в 1848 году был избран председателем «Всеобщего немецкого учительского союза». Дистервег издавал педагогический журнал «Rheinische Blätter für Erziehung und Unterricht» (1827—1866) и ежегодник «Pädagogisches Jahrbuch» (1853)-(1867).
После подавления революции 1848 года он был уволен прусским правительством в отставку за «опасное вольнодумство», но продолжал литературную и общественно-политическую деятельность. В печати и с трибуны палаты депутатов, куда он был избран от берлинского учительства, Дистервег боролся с изданными прусским правительством в 1854 году реакционными школьными законами.
Выступления Дистервега и общественности заставили правительство издать в 1859 году циркуляр, значительно ослаблявший силу регулятивов. Прогрессивную общественно-педагогическую деятельность Дистервег вёл до последних дней своей жизни. Он скончался в 1866 году, заболев холерой.

## Педагогические идеи

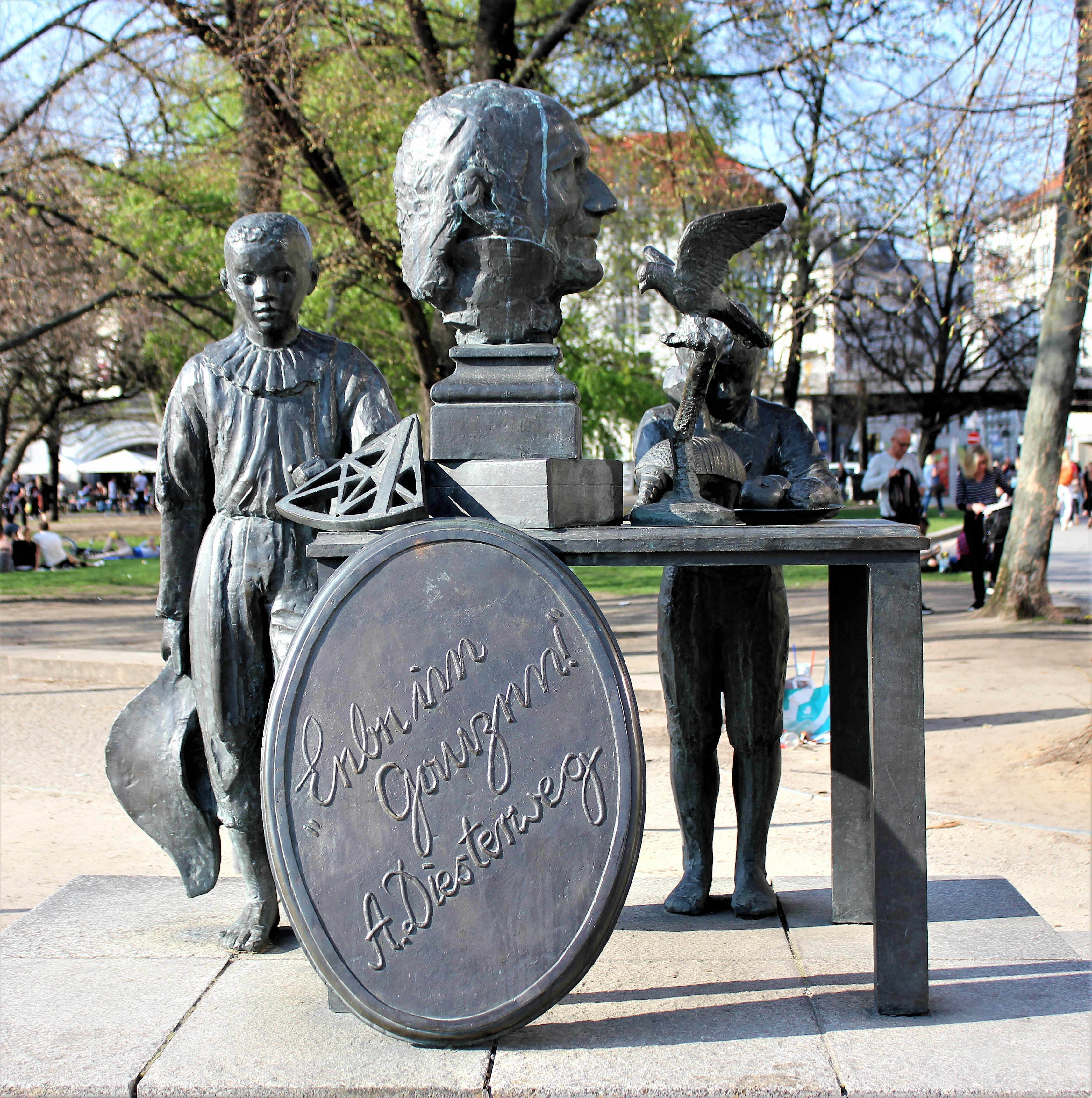
Памятник Адольфу Дистервегу в Берлине

### Воспитание
Дистервег выступал против сословных и национальных ограничений в области образования, против конфессионального обучения и опеки церкви над школой, против воспитания юношества в духе религиозной нетерпимости. Высшая цель воспитания — самостоятельность в служении истине, красоте и добру. Задачи школы: воспитывать гуманных людей; воспитывать сознательных граждан; воспитывать любовь к человечеству и своему народу одновременно.
Цели и принципы воспитания. «Воспитывать — значит побуждать». Важнейший принцип воспитания — природосообразность: следование за процессом естественного развития человека; учёт возрастных и индивидуальных особенностей школьника; установление тесной связи между воспитанием и жизнью общества.
Теория воспитания. Теория воспитания определялась Ф. А. В. Дистервегом как «теория возбуждения». Свободное развитие внутреннего потенциала личности и последовательное воздействие организованного воспитания — взаимосвязанные звенья единого процесса: без строгого воспитания, подчёркивал он, никто не сделается таким, каким ему следует быть. Основные требования к воспитанию. Развитие в детях самодеятельности приобретает положительное значение лишь тогда, когда направляется на достижение определённой цели, которая составляет объективную сторону воспитания.
Принцип культуросообразности. Принцип культуросообразности означал организацию учебно-воспитательного процесса с учётом определённой внешней, внутренней и общественной культуры. Внешняя культура, по Дистервегу, — это нормы морали, быта, потребления. Внутренняя культура — духовная жизнь человека. Общественная культура — социальные отношения и национальная культура.
Воспитание должно носить характер культуросообразности и общечеловеческого воспитания, не будучи сословным и шовинистическим. «Человек — моё имя, немец — прозвище». Ребёнок не просто «натура» —— часть природы, которую воспитатель призван развивать («естественное воспитание»), но и выражение определённых социально-исторических условий жизни и соответствующей человеческой культуры. Рассматривая воспитание как историческое явление состояние культуры каждого народа, то есть среды, в которой формируется каждый человек, следует также рассматривать в её естественно-историческом движении. Принцип культуросообразности, таким образом, исходит из того, что в воспитании необходимо принимать во внимание условия места и времени, в которых родился человек или в которых ему предстоит жить, одним словом, всю современную культуру в широком смысле слова, в особенности культуру страны, являющейся родиной ученика.

#### Три ступени возрастного развития детей школьного возраста
- Для детей первой возрастной ступени, от 6 до 9 лет, характерны преобладание физической деятельности, сенсорного восприятия, повышенная резвость и склонность к игровой деятельности, к фантазии и любовь к сказкам. Отсюда первостепенное значение при обучении детей этой возрастной группы приобретает руководство чувственным познанием, упражнение чувств.
- Школьники второй возрастной ступени, от 9 до 14 лет, отличаются развитием памяти и накоплением представлений. Важнейшая задача обучения на этом этапе состоит в приобщении ума детей к чувственно воспринимаемому материалу, его прочному усвоению и приобретению ими необходимых учебных навыков.
- Третья ступень в предлагавшейся схеме возрастного развития охватывала школьников от 14 и до 16 лет, когда у них, усиливается деятельность рассудка, который переходит в формирование начал разума.

### Обучение
Главная задача обучения — развитие умственных способностей детей. Формальное образование связано с материальным. Обучение способствует всестороннему развитию человека и его нравственному воспитанию.
Предметы преподавания: отечественная история, география, родной язык, естественные науки, математические науки. Большое место отводил Дистервег в образовании детей отечественной истории и географии, родному языку и литературе. Особенно высоко ценил он естественные и математические науки, в которых видел важное средство интеллектуального развития детей, и считал, что эти науки должны преподаваться во всех типах общеобразовательной школы. При этом он настаивал, чтобы естествознание и математика в должной мере вооружали учащихся необходимыми знаниями, готовили их к практической деятельности.
Начальная школа. Начальная школа должна уделять основное внимание привитию навыков. Развивать умственные силы и способности. Учить умению самостоятельно работать, усваивать учебный материал. Использовать развивающий метод обучения.
Средняя школа должна вооружить учащихся разносторонними и научными знаниями.
Правила и принципы обучения. Принципы: природосообразность, самостоятельность, культура.
Правила обучения. Дистервег дал психологическое обоснование впервые выраженным Я. А. Коменским правилам.
- Обучать соответственно особенностям детского воспитания
- От примеров надо идти к правилам.
- От предметов к обозначающим их словам.
- От простого к сложному.
- От лёгкого к трудному.
- От известного к неизвестному.
- Закрепление материала.

Требования к учителю. Должен в совершенстве владеть своим предметом, любить профессию и детей, заниматься постоянным самообразованием. А. Дистервег писал, имея в виду учителя: «Он лишь до тех пор способен на самом деле воспитывать и образовывать, пока сам работает над своим собственным воспитанием и образованием» На уроке должна доминировать атмосфера бодрости. Преподавание должно быть энергичным, чтобы будить умственные силы учащихся, укреплять их волю, формировать характер. Необходимо твёрдо и неуклонно проводить свои воспитательные принципы.
Постоянно работать над собой. Иметь твёрдый характер. Быть строгим, требовательным, справедливым. Быть истинным гражданином и иметь прогрессивные убеждения и гражданское мужество."Самым важным явлением в школе, самым поучительным предметом, самым живым примером для ученика является сам учитель". А. Дистервег писал, что учитель — «солнце для вселенной».

### Значение
Последователь Песталоцци, Дистервег творчески развил его педагогическое учение и популяризировал его среди немецкого учительства. Основными принципами воспитания он считал природосообразность, культуросообразность, самодеятельность. Под природосообразностью Дистервег понимал возбуждение врождённых задатков ребёнка в соответствии с заложенным в них стремлением к развитию. Он не понимал социальной сущности воспитания, его зависимости от политики господствующего класса, однако выдвинутый им принцип культуросообразности означал, что воспитание должно считаться не только с природой ребёнка, но и с уровнем культуры данного времени и данной страны, то есть с изменяющимися социально-историческими условиями. Самодеятельность Дистервег считал решающим фактором, определяющим личность человека, всё его поведение. В развитии детской самодеятельности он видел непременное условие всякого образования.
Дистервег разработал дидактику развивающего обучения, сформулировав её основные требования в виде 33 законов и правил. Он выдвинул ряд требований, касающихся наглядного обучения, установления связи между родственными учебными предметами, систематичности преподавания, прочности усвоения знаний, воспитывающего характера обучения.
Дистервег — автор учебников и руководств по математике, немецкому языку, естествознанию, географии, астрономии. Наиболее известная его работа — «Руководство к образованию немецких учителей» (2 тт., 1835).
В педагогической мысли первой половины XIX в. теоретическая и практическая деятельность Ф. А. В. Дистервега представляла собой поворот к новому пониманию многих педагогических проблем.
Педагогические идеи Дистервега, его учебники оказали положительное влияние на развитие народного образования в Германии и получили распространение далеко за её пределами. Передовые русские педагоги 1860-х годов Пётр Редкин, Николай Бунаков, Николай Корф, Иосиф Паульсон высоко оценивали учение Дистервега.
В ГДР существовала медаль имени Дистервега, которой награждались заслуженные учителя.

## Афоризмы А. Дистервега
- Человек — моё имя, немец — моё прозвище
- Счастлив тот, кого судьба привела к тому, к чему предназначила его природа. Счастлив он сам, счастливо через него и человечество.
- Как никто не может дать другому того, чего не имеет сам, так не может развивать, воспитывать и образовывать других тот, кто не является сам развитым, воспитанным и образованным.
- Без стремления к научной работе педагог неизбежно попадает во власть трёх педагогических демонов: рутинности, банальности, механичности.
- Плохой учитель преподносит истину, а хороший — учит её находить.
- Учитель должен сознательно идти в ногу с современностью, проникаться и вдохновляться пробудившимися в ней силами.